# 第1世代移動通信システム
第1世代移動通信システム（だい1せだいいどうつうしんシステム、英語: 1st Generation Mobile Communication System, 「1G」）とは、初めて実用化したアナログ方式の携帯電話に採用された移動通信システムのことである。

## 概要
1980年代に導入され、第2世代移動通信システム (2G) に置き換えられるまで使用されたアナログ通信規格である。第1世代と第2世代の主な違いは、第1世代で使用される無線信号がアナログであるのに対し、第2世代はデジタルである。
日本ではNTT大容量方式やTACS等のFDD-FDMA-FM方式が、アメリカではAMPSが、ヨーロッパではNMTが、それぞれ用いられた。
一般的に英語の"1st Generation"から、「1G」（ワンジー）などとも略される。
日本では、2000年（平成12年）9月のTACS方式のサービス終了に伴い（NTT大容量方式は1999年〈平成11年〉3月で終了）、第1世代携帯電話のサービスは終了して、デジタル携帯電話サービス（第2世代移動通信システム以降の世代）に一本化された。
世界では、開発途上国のみならず、アメリカ等でも2000年以降も利用者があったが、最後まで利用していたロシアが2017年に停波し終了した。

## 日本
日本では、当初日本電信電話公社がNTT大容量方式（いわゆる、アナログムーバ）にて自動車電話サービスを開始し、800MHz帯を割り当てられ、サービスを開始したのが始まりである。
その後、電電公社の民営化で、日本電信電話のサービスとなり、分社化でエヌ・ティ・ティ移動通信（後に、エヌ・ティ・ティ移動通信網→グループ分社化により、いわゆるドコモグループ9社）のサービスとなった。
1985年に、新規参入事業者1社の参入が認められ、トヨタ自動車を中心とする日本移動通信 (IDO) と京セラを中心とする第二電電 (DDI) の競合の結果、東名地区がIDO、それ以外の地区がDDIの参入が認められ、各地域でDDIセルラーグループ8社に分割し、IDO・DDIセルラーグループ8社とも、電力会社10社（IDOエリアは東電と中部電、DDIセルラーグループは、静岡県東部や福井県の一部などの例外を除き、各電力会社のエリアとほぼ同一に分布）との共同出資の形で立ち上げたが、IDOはNTT大容量方式（いわゆる、HICAP）、DDIセルラーがTACSを採用したため、全国での利用が出来ず、IDOについては自社エリア外ではNTT→ドコモグループのエリアへローミングする形を取っていた。
その後、IDOでもTACSを採用したため、DDIセルラーグループの顧客も全国利用が可能となったが、このときの名残が、後に第2世代移動通信システムであるPDCを全事業者で導入した際に、IDO利用者がIDOエリア外でのドコモのデジタル・ムーバローミング、DDIセルラーグループ利用者がIDOエリアでのドコモのデジタル・ムーバローミングが可能になるという状況になっていた。